# Falling into You
Falling into You is het vierde Engelstalige studioalbum van de Canadese zangeres Céline Dion, uitgebracht in maart 1996. Het is met 32 miljoen verkochte exemplaren een van de best verkochte platen aller tijden. In Nederland ging de cd meer dan 600.000 keer over de toonbank. Het werd daarmee het bestverkochte album van 1996. Falling into You is de opvolger van Dions succesvolle albums The Colour of My Love uit 1993 en het Franstalige D'eux uit 1995. Voor het album werkte ze gedurende het hele project samen met Jim Steinman, die de single It's All Coming Back to Me Now schreef en produceerde. Verschillende andere nummers werden geproduceerd door David Foster, inclusief Diane Warren's Because You Loved Me. In totaal waren veertien producenten en diverse songwriters en muzikanten bij het project betrokken.

## Geschiedenis
Het album werd uitgebracht tijdens de hoogtijdagen van Dion's roem en bevat diverse muzikale stijlen. Zo werd bij de titelsong Falling into You en River Deep, Mountain High, covers van respectievelijk Marie-Claire D'Ubaldo en Ike & Tina Turner, prominent gebruik gemaakt van percussie-instrumenten terwijl It's All Coming Back to Me Now en All by Myself (origineel van Pandora's Box en Eric Carmen) hun softrock-sfeer behielden gecombineerd met de klassieke klank van de piano. Het album bevatte ook enkele Engelse bewerkingen van nummers van Dions plaat D'eux. If That's What It Takes is een vertaling van Pour que tu m'aimes encore en Je sais pas werd I Don't Know.

### Ontvangst
Falling into You werd Dions tweede nummer 1-hit in de Nederlandse Album Top 100. Het album wist liefst zes keer naar de eerste plaats te stijgen en bracht daar in totaal twaalf weken door, goed voor een gedeelde dertiende plaats in de lijst van albums met de meeste weken op nummer 1. Ook in de Verenigde Staten, Canada, Verenigd Koninkrijk, Australië en talloze andere landen belandde Falling into You op de eerste plaats. Met 32 miljoen verkochte exemplaren werd het een van de bestverkochte albums aller tijden. In de hele wereld werd de cd bekroond met diamant, multi-platina, platina en goud. In Nederland behaalde het album zesmaal platina voor de verkoop van 600.000 exemplaren. In de Verenigde Staten gingen elf miljoen stuks over de toonbank, in Groot-Brittannië twee miljoen.
Dion won met het album talloze prijzen waaronder twee Grammy's voor album van het jaar en beste popalbum. De single Because You Loved Me, dat de soundtrack was van de film Up Close & Personal, kreeg een Grammy in de categorie beste filmlied en was eveneens genomineerd voor een Oscar en Golden Globe voor beste lied. In april 1997 won Dion drie World Music Awards voor 's werelds best verkopende artiest van het jaar, 's werelds best verkopende popartiest en 's werelds best verkopende Canadese artiest.

## Tracklist
| Nr. | Titel                                   | Schrijver(s)                                        | Duur |
| --- | --------------------------------------- | --------------------------------------------------- | ---- |
| 1.  | It's All Coming Back to Me Now          | Jim Steinman                                        | 7:37 |
| 2.  | Because You Loved Me                    | Diane Warren                                        | 4:33 |
| 3.  | Falling into You                        | Billy Steinberg, Rick Nowels, Marie-Claire D'Ubaldo | 4:18 |
| 4.  | Make You Happy                          | Andy Marvel                                         | 4:31 |
| 5.  | Seduces Me                              | Dan Hill, John Sheard                               | 3:46 |
| 6.  | All by Myself                           | Eric Carmen, Sergei Rachmaninoff                    | 5:12 |
| 7.  | Declaration of Love                     | Michael Jay, Claude Gaudette                        | 4:20 |
| 8.  | (You Make Me Feel Like) A Natural Woman | Gerry Goffin, Carole King, Jerry Wexler             | 3:40 |
| 9.  | Dreamin' of You                         | Aldo Nova, Peter Barbeau                            | 5:07 |
| 10. | I Love You                              | Nova                                                | 5:30 |
| 11. | If That's What It Takes                 | Jean-Jacques Goldman, Phil Galdston                 | 4:12 |
| 12. | I Don't Know                            | Goldman, J. Kapler, Galdston                        | 4:38 |
| 13. | River Deep, Mountain High               | Ellie Greenwich, Jeff Barry, Phil Spector           | 4:10 |
| 14. | Your Light                              | Nova                                                | 5:14 |
| 15. | Call the Man                            | Andy Hill, Peter Sinfield                           | 6:08 |
| 16. | Fly                                     | Goldman, Galdston                                   | 2:58 |

## Hitnotering

### Nederland
| "Falling into You" in de Nederlandse Album Top 100 - binnen: 23-03-1996 | "Falling into You" in de Nederlandse Album Top 100 - binnen: 23-03-1996 | "Falling into You" in de Nederlandse Album Top 100 - binnen: 23-03-1996 | "Falling into You" in de Nederlandse Album Top 100 - binnen: 23-03-1996 | "Falling into You" in de Nederlandse Album Top 100 - binnen: 23-03-1996 | "Falling into You" in de Nederlandse Album Top 100 - binnen: 23-03-1996 | "Falling into You" in de Nederlandse Album Top 100 - binnen: 23-03-1996 | "Falling into You" in de Nederlandse Album Top 100 - binnen: 23-03-1996 | "Falling into You" in de Nederlandse Album Top 100 - binnen: 23-03-1996 | "Falling into You" in de Nederlandse Album Top 100 - binnen: 23-03-1996 | "Falling into You" in de Nederlandse Album Top 100 - binnen: 23-03-1996 | "Falling into You" in de Nederlandse Album Top 100 - binnen: 23-03-1996 | "Falling into You" in de Nederlandse Album Top 100 - binnen: 23-03-1996 | "Falling into You" in de Nederlandse Album Top 100 - binnen: 23-03-1996 | "Falling into You" in de Nederlandse Album Top 100 - binnen: 23-03-1996 | "Falling into You" in de Nederlandse Album Top 100 - binnen: 23-03-1996 | "Falling into You" in de Nederlandse Album Top 100 - binnen: 23-03-1996 | "Falling into You" in de Nederlandse Album Top 100 - binnen: 23-03-1996 | "Falling into You" in de Nederlandse Album Top 100 - binnen: 23-03-1996 | "Falling into You" in de Nederlandse Album Top 100 - binnen: 23-03-1996 | "Falling into You" in de Nederlandse Album Top 100 - binnen: 23-03-1996 | "Falling into You" in de Nederlandse Album Top 100 - binnen: 23-03-1996 | "Falling into You" in de Nederlandse Album Top 100 - binnen: 23-03-1996 | "Falling into You" in de Nederlandse Album Top 100 - binnen: 23-03-1996 | "Falling into You" in de Nederlandse Album Top 100 - binnen: 23-03-1996 | "Falling into You" in de Nederlandse Album Top 100 - binnen: 23-03-1996 | "Falling into You" in de Nederlandse Album Top 100 - binnen: 23-03-1996 |
| Week                                                                    | 01                                                                      | 02                                                                      | 03                                                                      | 04                                                                      | 05                                                                      | 06                                                                      | 07                                                                      | 08                                                                      | 09                                                                      | 10                                                                      | 11                                                                      | 12                                                                      | 13                                                                      | 14                                                                      | 15                                                                      | 16                                                                      | 17                                                                      | 18                                                                      | 19                                                                      | 20                                                                      | 21                                                                      | 22                                                                      | 23                                                                      | 24                                                                      | 25                                                                      | 26                                                                      |
| ----------------------------------------------------------------------- | ----------------------------------------------------------------------- | ----------------------------------------------------------------------- | ----------------------------------------------------------------------- | ----------------------------------------------------------------------- | ----------------------------------------------------------------------- | ----------------------------------------------------------------------- | ----------------------------------------------------------------------- | ----------------------------------------------------------------------- | ----------------------------------------------------------------------- | ----------------------------------------------------------------------- | ----------------------------------------------------------------------- | ----------------------------------------------------------------------- | ----------------------------------------------------------------------- | ----------------------------------------------------------------------- | ----------------------------------------------------------------------- | ----------------------------------------------------------------------- | ----------------------------------------------------------------------- | ----------------------------------------------------------------------- | ----------------------------------------------------------------------- | ----------------------------------------------------------------------- | ----------------------------------------------------------------------- | ----------------------------------------------------------------------- | ----------------------------------------------------------------------- | ----------------------------------------------------------------------- | ----------------------------------------------------------------------- | ----------------------------------------------------------------------- |
| Nummer                                                                  | 42                                                                      | 1                                                                       | 1                                                                       | 2                                                                       | 2                                                                       | 1                                                                       | 2                                                                       | 1                                                                       | 2                                                                       | 2                                                                       | 2                                                                       | 2                                                                       | 3                                                                       | 4                                                                       | 5                                                                       | 5                                                                       | 5                                                                       | 6                                                                       | 6                                                                       | 6                                                                       | 6                                                                       | 5                                                                       | 7                                                                       | 6                                                                       | 5                                                                       | 6                                                                       |
| Week                                                                    | 27                                                                      | 28                                                                      | 29                                                                      | 30                                                                      | 31                                                                      | 32                                                                      | 33                                                                      | 34                                                                      | 35                                                                      | 36                                                                      | 37                                                                      | 38                                                                      | 39                                                                      | 40                                                                      | 41                                                                      | 42                                                                      | 43                                                                      | 44                                                                      | 45                                                                      | 46                                                                      | 47                                                                      | 48                                                                      | 49                                                                      | 50                                                                      | 51                                                                      | 52                                                                      |
| Nummer                                                                  | 5                                                                       | 5                                                                       | 3                                                                       | 1                                                                       | 1                                                                       | 1                                                                       | 1                                                                       | 1                                                                       | 1                                                                       | 2                                                                       | 3                                                                       | 3                                                                       | 3                                                                       | 1                                                                       | 2                                                                       | 2                                                                       | 1                                                                       | 3                                                                       | 10                                                                      | 10                                                                      | 10                                                                      | 11                                                                      | 13                                                                      | 18                                                                      | 21                                                                      | 18                                                                      |
| Week                                                                    | 53                                                                      | 54                                                                      | 55                                                                      | 56                                                                      | 57                                                                      | 58                                                                      | 59                                                                      | 60                                                                      | 61                                                                      | 62                                                                      | 63                                                                      | 64                                                                      | 65                                                                      | 66                                                                      | 67                                                                      | 68                                                                      | 69                                                                      | 70                                                                      | 71                                                                      | 72                                                                      | 73                                                                      | 74                                                                      | 75                                                                      | 76                                                                      | 77                                                                      | 78                                                                      |
| Nummer                                                                  | 14                                                                      | 19                                                                      | 28                                                                      | 33                                                                      | 44                                                                      | 55                                                                      | 61                                                                      | 49                                                                      | 38                                                                      | 25                                                                      | 35                                                                      | 25                                                                      | 25                                                                      | 33                                                                      | 20                                                                      | 22                                                                      | 24                                                                      | 29                                                                      | 25                                                                      | 24                                                                      | 24                                                                      | 26                                                                      | 17                                                                      | 16                                                                      | 10                                                                      | 8                                                                       |
| Week                                                                    | 79                                                                      | 80                                                                      | 81                                                                      | 82                                                                      | 83                                                                      | 84                                                                      | 85                                                                      | 86                                                                      | 87                                                                      | 88                                                                      | 89                                                                      | 90                                                                      | 91                                                                      | 92                                                                      | 93                                                                      | 94                                                                      | 95                                                                      | 96                                                                      | 97                                                                      | 98                                                                      | 99                                                                      | 100                                                                     | 101                                                                     |                                                                         | 102                                                                     |                                                                         |
| Nummer                                                                  | 4                                                                       | 14                                                                      | 23                                                                      | 23                                                                      | 27                                                                      | 34                                                                      | 42                                                                      | 48                                                                      | 61                                                                      | 80                                                                      | 91                                                                      | 100                                                                     | 92                                                                      | 95                                                                      | 84                                                                      | 78                                                                      | 81                                                                      | 92                                                                      | 53                                                                      | 53                                                                      | 75                                                                      | 83                                                                      | 91                                                                      | uit                                                                     | 100                                                                     | uit                                                                     |

### Vlaanderen
| "Falling into You" in de Vlaamse Ultratop 200 - binnen: 23-03-1996 | "Falling into You" in de Vlaamse Ultratop 200 - binnen: 23-03-1996 | "Falling into You" in de Vlaamse Ultratop 200 - binnen: 23-03-1996 | "Falling into You" in de Vlaamse Ultratop 200 - binnen: 23-03-1996 | "Falling into You" in de Vlaamse Ultratop 200 - binnen: 23-03-1996 | "Falling into You" in de Vlaamse Ultratop 200 - binnen: 23-03-1996 | "Falling into You" in de Vlaamse Ultratop 200 - binnen: 23-03-1996 | "Falling into You" in de Vlaamse Ultratop 200 - binnen: 23-03-1996 | "Falling into You" in de Vlaamse Ultratop 200 - binnen: 23-03-1996 | "Falling into You" in de Vlaamse Ultratop 200 - binnen: 23-03-1996 | "Falling into You" in de Vlaamse Ultratop 200 - binnen: 23-03-1996 | "Falling into You" in de Vlaamse Ultratop 200 - binnen: 23-03-1996 | "Falling into You" in de Vlaamse Ultratop 200 - binnen: 23-03-1996 | "Falling into You" in de Vlaamse Ultratop 200 - binnen: 23-03-1996 | "Falling into You" in de Vlaamse Ultratop 200 - binnen: 23-03-1996 | "Falling into You" in de Vlaamse Ultratop 200 - binnen: 23-03-1996 | "Falling into You" in de Vlaamse Ultratop 200 - binnen: 23-03-1996 | "Falling into You" in de Vlaamse Ultratop 200 - binnen: 23-03-1996 | "Falling into You" in de Vlaamse Ultratop 200 - binnen: 23-03-1996 | "Falling into You" in de Vlaamse Ultratop 200 - binnen: 23-03-1996 | "Falling into You" in de Vlaamse Ultratop 200 - binnen: 23-03-1996 | "Falling into You" in de Vlaamse Ultratop 200 - binnen: 23-03-1996 | "Falling into You" in de Vlaamse Ultratop 200 - binnen: 23-03-1996 | "Falling into You" in de Vlaamse Ultratop 200 - binnen: 23-03-1996 | "Falling into You" in de Vlaamse Ultratop 200 - binnen: 23-03-1996 |
| Week                                                               | 01                                                                 | 02                                                                 | 03                                                                 | 04                                                                 | 05                                                                 | 06                                                                 | 07                                                                 | 08                                                                 | 09                                                                 | 10                                                                 | 11                                                                 | 12                                                                 | 13                                                                 | 14                                                                 | 15                                                                 | 16                                                                 | 17                                                                 | 18                                                                 | 19                                                                 | 20                                                                 | 21                                                                 | 22                                                                 | 23                                                                 | 24                                                                 |
| ------------------------------------------------------------------ | ------------------------------------------------------------------ | ------------------------------------------------------------------ | ------------------------------------------------------------------ | ------------------------------------------------------------------ | ------------------------------------------------------------------ | ------------------------------------------------------------------ | ------------------------------------------------------------------ | ------------------------------------------------------------------ | ------------------------------------------------------------------ | ------------------------------------------------------------------ | ------------------------------------------------------------------ | ------------------------------------------------------------------ | ------------------------------------------------------------------ | ------------------------------------------------------------------ | ------------------------------------------------------------------ | ------------------------------------------------------------------ | ------------------------------------------------------------------ | ------------------------------------------------------------------ | ------------------------------------------------------------------ | ------------------------------------------------------------------ | ------------------------------------------------------------------ | ------------------------------------------------------------------ | ------------------------------------------------------------------ | ------------------------------------------------------------------ |
| Nummer                                                             | 32                                                                 | 3                                                                  | 2                                                                  | 2                                                                  | 3                                                                  | 5                                                                  | 3                                                                  | 4                                                                  | 3                                                                  | 5                                                                  | 5                                                                  | 5                                                                  | 5                                                                  | 7                                                                  | 7                                                                  | 3                                                                  | 4                                                                  | 5                                                                  | 5                                                                  | 4                                                                  | 4                                                                  | 3                                                                  | 3                                                                  | 3                                                                  |
| Week                                                               | 25                                                                 | 26                                                                 | 27                                                                 | 28                                                                 | 29                                                                 | 30                                                                 | 31                                                                 | 32                                                                 | 33                                                                 | 34                                                                 | 35                                                                 | 36                                                                 | 37                                                                 | 38                                                                 | 39                                                                 | 40                                                                 | 41                                                                 | 42                                                                 | 43                                                                 | 44                                                                 | 45                                                                 | 46                                                                 | 47                                                                 | 48                                                                 |
| Nummer                                                             | 3                                                                  | 3                                                                  | 4                                                                  | 5                                                                  | 7                                                                  | 7                                                                  | 7                                                                  | 3                                                                  | 3                                                                  | 4                                                                  | 6                                                                  | 7                                                                  | 6                                                                  | 3                                                                  | 3                                                                  | 3                                                                  | 3                                                                  | 2                                                                  | 2                                                                  | 2                                                                  | 2                                                                  | 2                                                                  | 3                                                                  | 4                                                                  |
| Week                                                               | 49                                                                 | 50                                                                 | 51                                                                 | 52                                                                 | 53                                                                 | 54                                                                 | 55                                                                 | 56                                                                 | 57                                                                 | 58                                                                 | 59                                                                 | 60                                                                 | 61                                                                 | 62                                                                 | 63                                                                 | 64                                                                 | 65                                                                 | 66                                                                 | 67                                                                 | 68                                                                 | 69                                                                 | 70                                                                 | 71                                                                 | 72                                                                 |
| Nummer                                                             | 8                                                                  | 9                                                                  | 10                                                                 | 14                                                                 | 14                                                                 | 14                                                                 | 26                                                                 | 21                                                                 | 21                                                                 | 23                                                                 | 24                                                                 | 25                                                                 | 26                                                                 | 23                                                                 | 21                                                                 | 32                                                                 | 24                                                                 | 18                                                                 | 15                                                                 | 13                                                                 | 8                                                                  | 8                                                                  | 8                                                                  | 8                                                                  |
| Week                                                               | 73                                                                 | 74                                                                 | 75                                                                 | 76                                                                 | 77                                                                 | 78                                                                 | 79                                                                 | 80                                                                 | 81                                                                 | 82                                                                 | 83                                                                 | 84                                                                 |                                                                    | 85                                                                 |                                                                    | 86                                                                 |                                                                    | 87                                                                 |                                                                    | 88                                                                 |                                                                    |                                                                    |                                                                    |                                                                    |
| Nummer                                                             | 10                                                                 | 11                                                                 | 12                                                                 | 13                                                                 | 13                                                                 | 15                                                                 | 22                                                                 | 25                                                                 | 28                                                                 | 29                                                                 | 42                                                                 | 50                                                                 | uit                                                                | 49                                                                 | uit                                                                | 42                                                                 | uit                                                                | 43                                                                 | uit                                                                | 47                                                                 | uit                                                                |                                                                    |                                                                    |                                                                    |